# Зальман, Клаудия
Клаудия Зальман (нем. Claudia Salman, урождённая Рат (нем. Rath); род. 25 апреля 1986, Хадамар, Гессен, ФРГ) — немецкая легкоатлетка, специализирующаяся в многоборье. Бронзовый призёр чемпионата Европы 2017 года в помещении в пружке в длину. Пятикратная чемпионка Германии. Участница летних Олимпийских игр 2016 года.

## Биография
Первых успехов в лёгкой атлетике Клаудия Рат добилась в беге на 400 метров с барьерами, когда в 2003 году стала победительницей юношеского первенства Германии. В 2007 году начала тренироваться у Юргена Заммерта. Специализировалась на многоборье, но предпринимала несколько попыток перейти в прыжки в длину, которые закончились неудачно.
В 2010 году впервые выиграла звание чемпионки страны в семиборье и дебютировала на международной арене на чемпионате Европы в Барселоне. С личным рекордом 6107 очков заняла 11-е место.
Остановилась в шаге от пьедестала на чемпионате мира 2013 года, где уступила бронзовому призёру, Дафне Схипперс из Нидерландов, всего 15 очков. Спустя два года на мировом первенстве вновь была в числе лидеров, заняв пятое место с суммой 6441 очко.
В 2016 году отобралась на Олимпийские игры в Рио-де-Жанейро и заняла 14-е место в соревнованиях семиборок.
Осенью 2016 года вышла замуж за бывшего легкоатлета Оливера Зальмана.
В зимнем сезоне 2017 года выступала в своём самом успешном виде, прыжке в длину. Ей удалось сначала выиграть национальный чемпионат, а затем сенсационно завоевать бронзовую медаль чемпионата Европы в помещении с высоким личным рекордом 6,94 м.
Окончила Университет прикладных наук Висбадена с дипломом в сфере социальной работы.

## Личные рекорды в отдельных видах семиборья
| Дисциплина        | Результат | Год  |
| ----------------- | --------- | ---- |
| 100 м с барьерами | 13,44     | 2015 |
| Прыжок в высоту   | 1,83 м    | 2013 |
| Толкание ядра     | 13,78 м   | 2014 |
| 200 м             | 23,77     | 2014 |
| Прыжок в длину    | 6,94 м    | 2017 |
| Метание копья     | 43,65 м   | 2016 |
| 800 м             | 2.06,43   | 2013 |

## Основные результаты
| Год  | Турнир                       | Место проведения         | Дисциплина     | Место | Результат |
| ---- | ---------------------------- | ------------------------ | -------------- | ----- | --------- |
| 2010 | Чемпионат Европы             | Барселона, Испания       | семиборье      | 11-е  | 6107      |
| 2012 | Чемпионат Европы             | Хельсинки, Финляндия     | семиборье      | 6-е   | 6210      |
| 2013 | Чемпионат мира               | Москва, Россия           | семиборье      | 4-е   | 6462      |
| 2014 | Чемпионат мира в помещении   | Сопот, Польша            | семиборье      | 5-е   | 4681      |
| 2014 | Чемпионат Европы             | Цюрих, Швейцария         | семиборье      | 8-е   | 6225      |
| 2015 | Чемпионат мира               | Пекин, Китай             | семиборье      | 5-е   | 6441      |
| 2016 | Олимпийские игры             | Рио-де-Жанейро, Бразилия | семиборье      | 14-е  | 6270      |
| 2017 | Чемпионат Европы в помещении | Белград, Сербия          | прыжок в длину | 3-е   | 6,94 м    |